# Маріка майотова
Ма́ріка майотова (Cinnyris coquerellii) — вид горобцеподібних птахів родини нектаркових (Nectariniidae). Ендемік Майотти. Вид названий на честь французького натураліста Жана Шарля Кокреля.

## Поширення і екологія
Майотові маріки є ендеміками острова Майотта в архіпелазі Коморських островів. Вони живуть у вологих тропічних лісах і чагарникових заростях та на луках.